# هوانغ روي
هوانغ روي (بالصينية: 黄锐) هو فنان صيني، ولد في 1952 في بكين في الصين.